# 소닉의 스쿨하우스
《소닉의 스쿨하우스》(영어: Sonic's Schoolhouse)는 1996년에 PC용로 출시된 교육용 게임으로, 철자와 말하기, 듣기 등을 배우는 게임이다. 소닉 더 헤지호그는 여기서 선생님으로 등장한다.